# 1581 v. Chr.
Portal Geschichte | Portal Biografien | Aktuelle Ereignisse | Jahreskalender | Tagesartikel

◄ |
17. Jahrhundert v. Chr. |
16. Jahrhundert v. Chr. |
15. Jahrhundert v. Chr. |
►

1570er v. Chr. |
1560er v. Chr. |
►

1581 v. Chr. |
1580 v. Chr. |
1579 v. Chr. |
1578 v. Chr. |
► |
►►

## Ereignisse

### Babylonien
- Im babylonischen Kalender fällt das babylonische Neujahr des 1. Nisannu auf den 19.–20. März[1], der Vollmond im Nisannu auf den 1.–2. April[1], der 1. Tašritu auf den 12.–13. September[1] und der 1. Araḫsamna auf den 11.–12. Oktober[1].
- Möglicher Beginn des 2. Regierungsjahres (1581–1580 v. Chr.) von Ammi-saduqa (kurze Chronologie):
  - Venus verschwand im Osten am 21. Araḫsamna.
  - Venusaufgang am 1. November (21. Araḫsamna: 31. Oktober–1. November) gegen 6:02 Uhr; Sonnenaufgang gegen 6:26 Uhr.[1]